# Герасимова (приток Чижапки)
Герасимова — река в России, протекает по Парабельскому району Томской области. Устье реки находится в 424 км по правому берегу реки Чижапка. Длина реки составляет 32 км.

## Притоки
- 10 км: без названия
- 11 км: Кехорега
- 23 км: Белая

## Данные водного реестра
По данным государственного водного реестра России относится к Верхнеобскому бассейновому округу, водохозяйственный участок реки — Васюган, речной подбассейн реки — Васюган. Речной бассейн реки — (Верхняя) Обь до впадения Иртыша.